# Sail to the moon
Sail to the moon är ett musikalbum från 2006 av den isländska gruppen Ampop. Det är deras fjärde album.

## Låtlista
1. You Could be Lovely
2. Sail to the Moon
3. How Do I Know?
4. Two Directions
5. Gets Me Down
6. Your Dream
7. Temptations
8. Carry On
9. I Don't Want To Stay
10. Spring